# 羅克福德 (印地安納州傑克遜縣)
羅克福德（英語：Rockford）是位於美國印地安納州傑克遜縣的一個非建制地區。該地的面積和人口皆未知。